# Rejestr (elektronika)
Rejestr – układ służący do przechowywania i odtwarzania informacji w postaci bitów. Rejestr zbudowany jest z przerzutników, na każdej pozycji rejestru przechowywany jest jeden bit informacji. Liczba bitów rejestru nazywana jest długością rejestru.
Rejestry powszechnie występują w procesorach, układach wejścia-wyjścia oraz mikrokontrolerach.

## Rodzaje rejestrów
Ze względu na sposób wprowadzania i wyprowadzania informacji rejestry dzielą się na:
- szeregowe (szeregowo-szeregowe) - umożliwiające szeregowe wprowadzenie i wyprowadzenie danych (tzn. bit po bicie), są to tak zwane rejestry SISO (Serial In Serial Out)
- równoległe (równoległo-równoległe) - umożliwiające równoległe wprowadzenie i wyprowadzenie informacji jednocześnie do wszystkich pozycji rejestru, PIPO (Parallel In Parallel Out)
- szeregowo-równoległe - umożliwiające szeregowe wprowadzenie i równoległe wyprowadzenie informacji, SIPO (Serial In Parallel Out)
- równoległo–szeregowe - umożliwiające równolegle wprowadzenie i szeregowe wyprowadzenie informacji, PISO (Parallel In Serial Out)

Rejestry można podzielić także na asynchroniczne i synchroniczne. Jednakże najczęściej stosowane są rejestry synchroniczne.

## Charakterystyka
Parametrami charakteryzującymi rejestr są:
- Długość rejestru, równa liczbie przerzutników N
- Pojemność rejestru, równa 2N
- Szybkość rejestru; w przypadku rejestru równoległego będzie to czas wprowadzania lub wyprowadzania informacji, natomiast w przypadku rejestru szeregowego maksymalna możliwa częstotliwość impulsów przesuwających, przy której nie następuje zniekształcenie informacji. Może to być też po prostu czas propagacji zastosowanych przerzutników.

## Przykładowa implementacja

Rejestr zbudowany z przerzutników typu D

Rejestr może zostać zbudowany z przerzutników D o połączonych razem wejściach zegarowych. Dane z wejść Dn-1...D0 są zapisywane do rejestru synchronicznie z (przykładowo narastającym) zboczem każdego impulsu CK. Dane przepisywane są z wejść przerzutnika D na wyjścia Q każdym impulsem CK.